# Arucillus hispaniolicus
Arucillus hispaniolicus is een hooiwagen uit de familie Cosmetidae. De wetenschappelijke naam van Arucillus hispaniolicus gaat terug op Šilhavý, 1971.